# Eunicella pendula
Eunicella pendula is een zachte koraalsoort uit de familie Gorgoniidae. De koraalsoort komt uit het geslacht Eunicella. Eunicella pendula werd in 1908 voor het eerst wetenschappelijk beschreven door Willy Kükenthal.
De soort was verzameld door Franz Theodor Doflein in de Sagamibaai (Japan).